# 進化的計算
計算機科学において進化的計算（しんかてきけいさん、英語: evolutionary computation）は組合せ最適化問題を含む人工知能（より狭義には計算知能）の一分野である。
進化的計算は、人口増加のような反復的過程を用いる。その人口は目的の結果に合うように誘導されたランダムかつ並列的な探索によって人為選択される。なお実装の観点からは、進化の生物学的機構にヒントを得ている実装もあれば、進化の生物学的機構にヒントを得ていない実装もある（「形式ニューロン」が生物の神経を正確にシミュレーションしているものだと考える専門家はいない、というようなもの）。

## 技法
例
- 進化的アルゴリズム（遺伝的アルゴリズム、進化的プログラミング、進化戦略、遺伝的プログラミングから構成される）
- 群知能（蟻コロニー最適化と粒子群最適化から構成される）
- 自己組織化写像、成長するニューラルガスネットワーク、競合学習などの自己組織化demo applet
- 微分進化
- 人工生命（また、デジタル有機体を参照されたい）
- 文化的アルゴリズム
- 人工免疫系
- Learnable Evolution Model

## 進化的アルゴリズム
進化的アルゴリズムは、進化的計算の一部であり、生殖、突然変異、遺伝子組み換え、自然淘汰、適者生存などの生物学的進化から発想されたメカニズムを実装する技術にのみ関わる。最適化問題の解候補は、それぞれが個体の役割を果たし、コスト関数（適応度関数）によって与えられた環境でその解が「生き残る」かどうかが決定される。個体群の進化は、上述の作用を繰り返し適用することでなされる。
この過程には、進化系の基盤を形成する2つの主な力が存在する。組み換えと突然変異によって必要な多様性を生成する一方、選択によって性能/品質を向上させる。
このような進化的過程は様々な意味で確率的である。情報のうち組み換えや突然変異で変化する部分はランダムに選ばれる。一方、選択手法は決定的なものと確率的なものがありうる。後者の場合、適応度が高い個体ほど選択される確率が高いが、弱い個体であっても生き残って子孫を残す可能性がある。

## 主な会議とワークショップ
- The Genetic and Evolutionary Computation Conference (GECCO)
- IEEE Congress on Evolutionary Computation (CEC)
- Parallel Problem Solving from Nature (PPSN)
- The Foundations of Genetic Algorithms workshop (FOGA)
- The Workshop on Ant Colony optimization and Swarm Intellligence (ANTS)
- The Evo* and EuroGP workshops

## 学会誌
- Evolutionary Computation
- IEEE Transactions on Evolutionary Computation
- Genetic Programming and Evolvable Machines